# Symphony of the Seas
La Symphony of the Seas è una nave da crociera che è stata costruita nei cantieri Chantiers de l'Atlantique a St. Nazaire, in Francia per la compagnia crocieristica norvegese -
statunitense Royal Caribbean International. È la quarta nave della classe Oasis, ed è ad oggi la più grande nave passeggeri mai costruita dopo la nuova gemella Wonder of the Seas.

## Dati generali
Con i suoi 362 m di lunghezza, 47 m di larghezza (sulla linea di galleggiamento) e 
228 000
tonnellate di stazza, al momento del varo è la nave passeggeri più grande del mondo, superando il record di grandezza appartenente precedentemente alla gemella Harmony of the Seas. 
Ordinata il 9 maggio 2014 la costruzione ha avuto inizio il 29 ottobre 2015 e il varo ufficiale è avvenuto il 9 giugno 2017.
Una volta terminato il completamento nei cantieri navali di St. Nazaire, in Francia, l'entrata in servizio con il viaggio inaugurale è avvenuta nell'estate 2018, ospitando 5 400 passeggeri in 2 700 camere distribuite su 18 ponti.
Insieme alle altre navi della classe Oasis fa parte del Progetto Genesi.

## Tecnica
Le tre eliche, installate su propulsori azimutali (Pod), sono in grado di ruotare di 360° intorno ad un asse verticale; sono spinte da motori elettrici alimentati dai sei banchi di generatori diesel della nave e sono controllabili tramite un joystick dal ponte di comando. I rimorchiatori nelle manovre in porto sono superflui. La stazza lorda della Symphony of the Seas ammonta a 228 000 tsl. Il suo dislocamento - ovvero la reale massa della nave - è stimata a 120 000 tonnellate metriche, superiore a quella di una nave portaerei americana di classe Nimitz.
Per mantenere la nave stabile senza aumentare eccessivamente il pescaggio, i progettisti hanno creato un ampio scafo; la parte di nave che si trova sott'acqua è di soltanto 9,3 metri, corrispondente a poco più del 10% della sua altezza totale.

## Caratteristiche
Il Progetto Genesi prevede interni radicalmente diversi dalle convenzionali navi da crociera.
La Boardwalk è una delle sue innovazioni: l'area è una passeggiata a cielo aperto con vari locali, progettata per somigliare a un borgo mediterraneo.
I balconcini di alcune camere vi si affacciano sopra per i due lati più lunghi; la parete rivolta a prua è una vetrata e separa l'area da un grande locale notturno; a poppa, all'aperto, si trova un anfiteatro,
l'Aqua Theater, dedicato agli spettacoli acquatici.
Con il nome di Central Park
viene definita una zona simile alla Boardwalk, ma costituita da un grande giardino, anch'essa a cielo aperto dove si trovano punti di ristoro piuttosto sofisticati ed eleganti. È dotata di centinaia di piante diverse, curate totalmente a mano dal giardiniere di bordo.
Mentre il nome di Royal Promenade è relativo all'area commerciale della nave, situata nei tre ponti appena sotto Central Park.
Il ponte superiore è occupato in gran parte dalla zona sportiva e da quella delle piscine. La prima è costituita da un campo sportivo funzionale a molteplici sport, un campo da golf, una pista da corsa e due simulatori di onde per il surf (al di fuori della zona specifica vi sono anche due pareti per arrampicate alte 13 metri). La zona piscine comprende diverse vasche, ognuna con una caratteristica particolare, come la splashway bay, dedicata ai bambini; molte altre vasche più piccole dotate di idromassaggio ed un grande solarium che si differenzia dalle navi delle altre compagnie perché fisso, quindi con altre piscine ed attrezzature situate al suo interno.
È presente anche una zona destinata specificatamente ai bambini, denominata Youth Zone, letteralmente "area per i giovani", relativamente più curata rispetto alle altre compagnie crocieristiche, un esempio può essere il teatro dedicato esclusivamente ai bambini.
Poi c'è l'area dedicata agli spettacoli, come in tutte le navi da crociera, che però è di proporzioni simili a quelle della nave stessa: include un casinò, una pista di pattinaggio sul ghiaccio, alcuni locali dotati di piano bar e di un teatro, che quindi sono visibilmente più grandi.